# Lantic Inc.
 (mars 2022).
Si vous disposez d'ouvrages ou d'articles de référence ou si vous connaissez des sites web de qualité traitant du thème abordé ici, merci de compléter l'article en donnant les références utiles à sa vérifiabilité et en les liant à la section « Notes et références ».

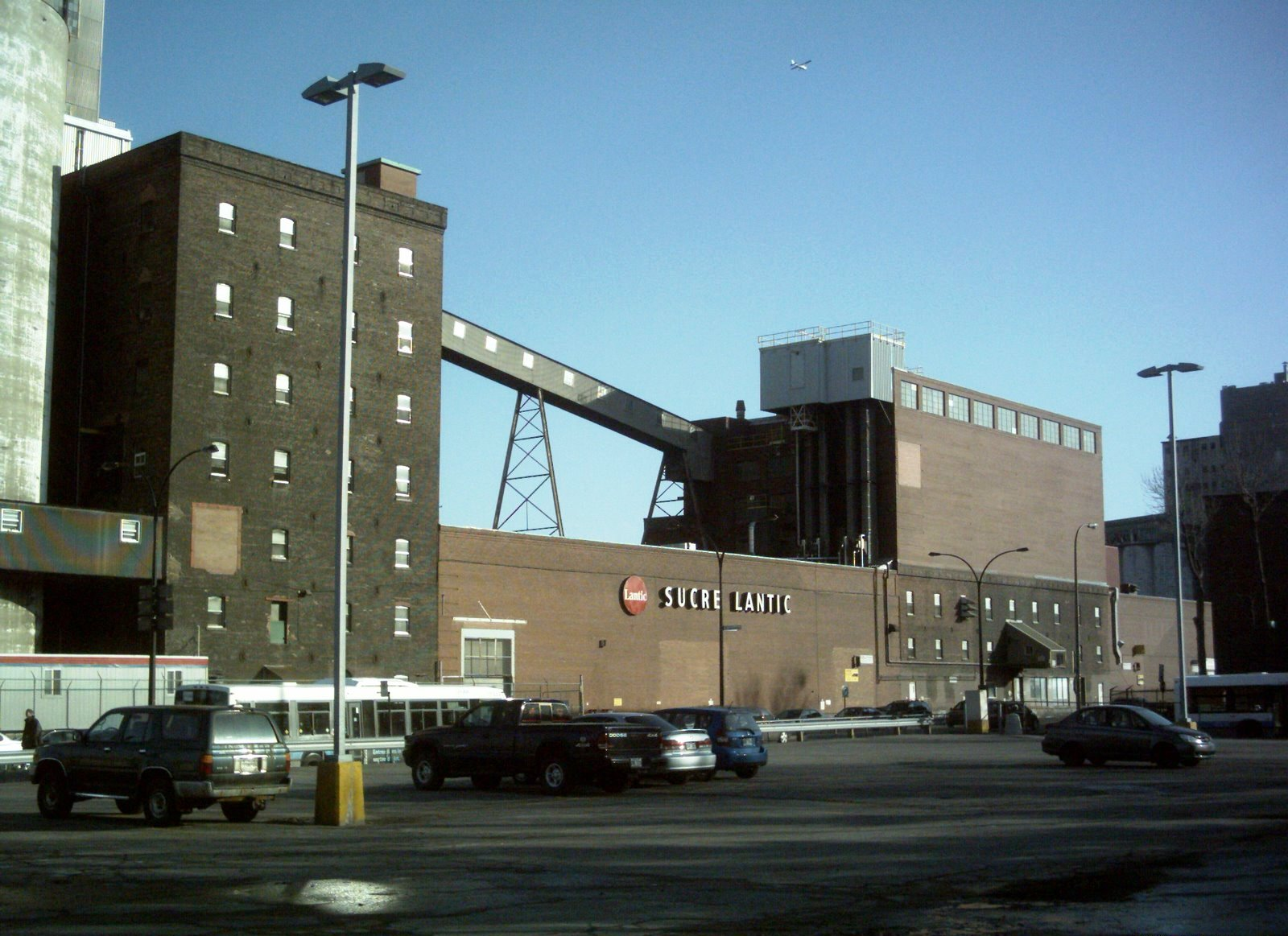
Sucre Lantic à Montréal, rue Notre-Dame à l'ouest du boulevard Pie-IX.

Lantic Inc. est une compagnie canadienne spécialisée dans le raffinement de sucre de canne et la transformation du sucre de betterave. Elle commercialise également des produits à base de sirop d'érable.
L'entreprise est née de la fusion de Sucre Lantic et de Rogers Sugar en 2008. Elle est parfois désignée par le nom « Lantic et Rogers ».
Elle dispose d'installations à Montréal, Vancouver, Taber et à Québec.